# Cucumis jeffreyanus
Cucumis jeffreyanus är en gurkväxtart som beskrevs av M. Thulin. Cucumis jeffreyanus ingår i släktet gurkor, och familjen gurkväxter. Inga underarter finns listade i Catalogue of Life.